# Tipula coerulescens
Tipula coerulescens är en tvåvinge som beskrevs av Paul Lackschewitz 1923. Arten ingår i släktet Tipula och familjen storharkrankar. Den förekommer i norra och centrala Europa och österut i Ryssland. Arten är reproducerande i Sverige. Inga underarter finns listade i Catalogue of Life.